# Albert Llovera
Albert Llovera Massana est un pilote andorran de rallye-raid et ancien skieur alpin né le 11 septembre 1966 à Andorre-la-Vieille. 

## Biographie
Albert Lloverá est le cadet de quatre frères et il devient le plus jeune athlète à avoir participé aux Jeux olympiques d'hiver en 1984, à l'âge de 17 ans,. Un grave accident survenu un an plus tard alors qu'il participait à la Coupe d'Europe de ski, également à Sarajevo l'a laissé paralysé de la taille aux pieds. Il s'est lancé dans le rallye, utilisant des voitures dotées de commandes manuelles spécialement adaptées.
En 1989, il remporte la Peugeot Rallye coupe d'Andorre. En 2001, avec le soutien de Fiat, il commence à participer au Championnat du monde junior des rallyes au volant d'une Fiat Punto S1600. 
Après avoir concouru en Espagne et connu quelques apparitions en WRC, il est revenu à plein temps sur la scène mondiale en 2010 pour disputer le Championnat du monde des rallyes Super 2000 au volant d'une Fiat Abarth Grande Punto S2000. Il a terminé cinquième de sa catégorie lors de sa première épreuve au Rallye du Mexique. Il a obtenu son meilleur résultat au classement final, 17e, au rallye de Catalogne, qui n'était pas une manche du SWRC. Il a continué dans cette compétition en 2011, terminant quatrième de l'épreuve de Jordanie. 
Après une première tentative en 2007, il se lance encore plus déterminé dans une série de participations au rallye Dakar avec comme copilote Arnaud Debron en 2014 qui est monté sur le podium en 2007 avec Jean-Louis Schlesser. En 2020, il y participera au volant d'un camion Iveco de l'équipe néerlandaise appartenant à Jan de Rooy. Sa nièce Margot Llovera ancienne footballeuse dans l'équipe d'Andorre en tant que défenseuse, sera sa copilote à partir de 2023 sur les pistes d'Arabie saoudite.

## Palmarès en ski alpin

### Jeux olympiques
- Jeux olympiques d'hiver de 1984 ( Sarajevo)
  - 48e en descente
  - Abandons en slalom et slalom géant

## Palmarès en rallye-raid

### Résultats au Paris-Dakar
| Année | Catégorie | Constructeur | Position           | Copilote                             |
| ----- | --------- | ------------ | ------------------ | ------------------------------------ |
| 2007  | Auto      | Isuzu Pickup | Abd. (6éme étape)  | Umberto Fiori                        |
| 2014  | Auto      | MD Optimus   | Abd. (11éme étape) | Arnaud Debron                        |
| 2015  | Auto      | MD Optimus   | 41e                | Álex Haro                            |
| 2016  | Camion    | Tatra        | 35e                | Jaromir Martinec - Charly Gotlib     |
| 2017  | Camion    | Tatra        | 24e                | Jaromir Martinec - Charly Gotlib     |
| 2020  | Camion    | Iveco        | 15e                | Marc Torres - Ferrán Marco Alcayna   |
| 2022  | Camion    | Iveco        | Abd. (7éme étape)  | Marc Torres - Jorge Salvador Coderch |
| 2023  | Camion    | Ford         | Abd. (3éme étape)  | Margot Llovera - Petr Vojkovsky      |
| 2024  | Camion    | Ford         | 15e                | Margot Llovera - Marc Torres         |

## Palmarès en Championnat du monde de rallye

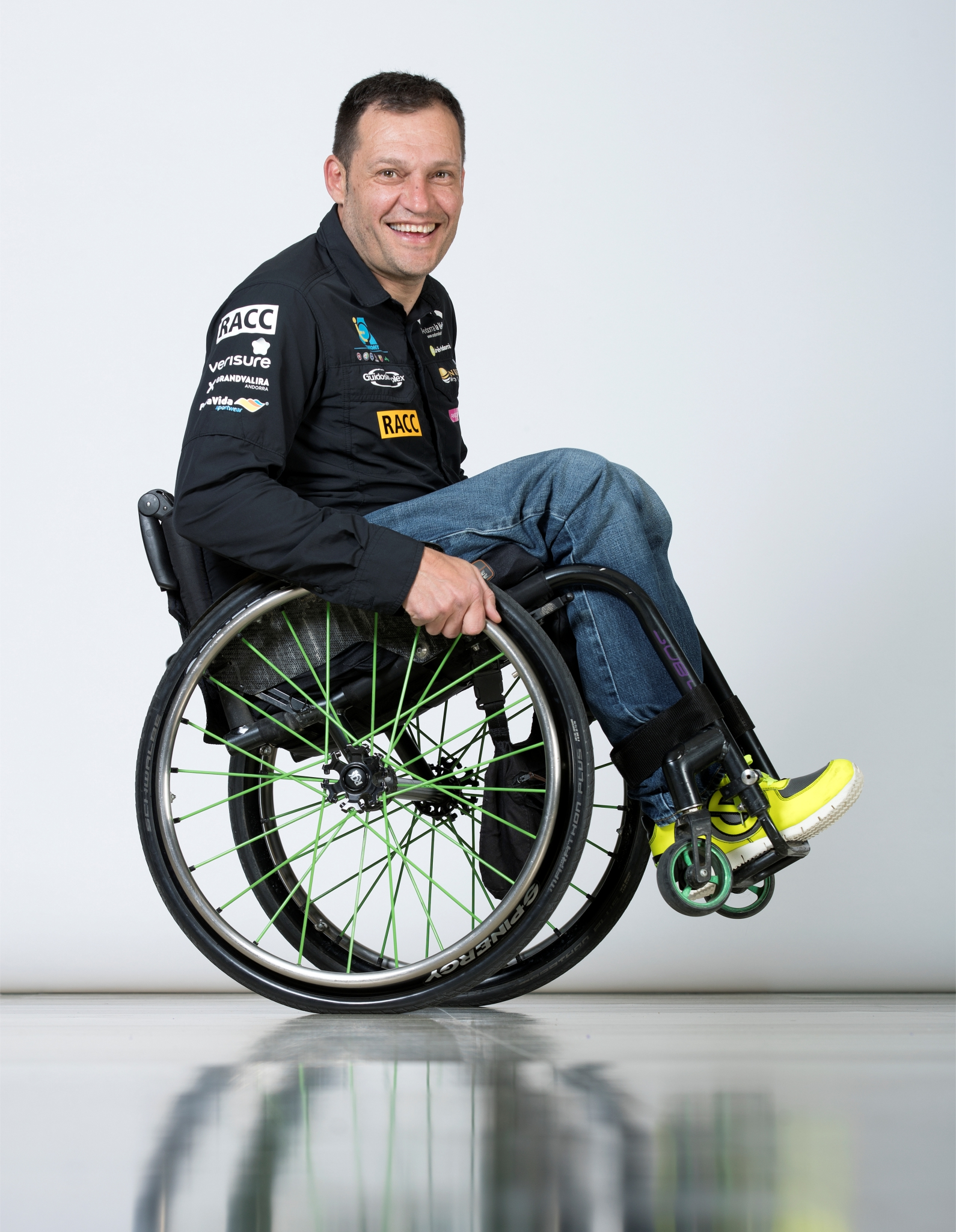
Albert Llovera en 2021.
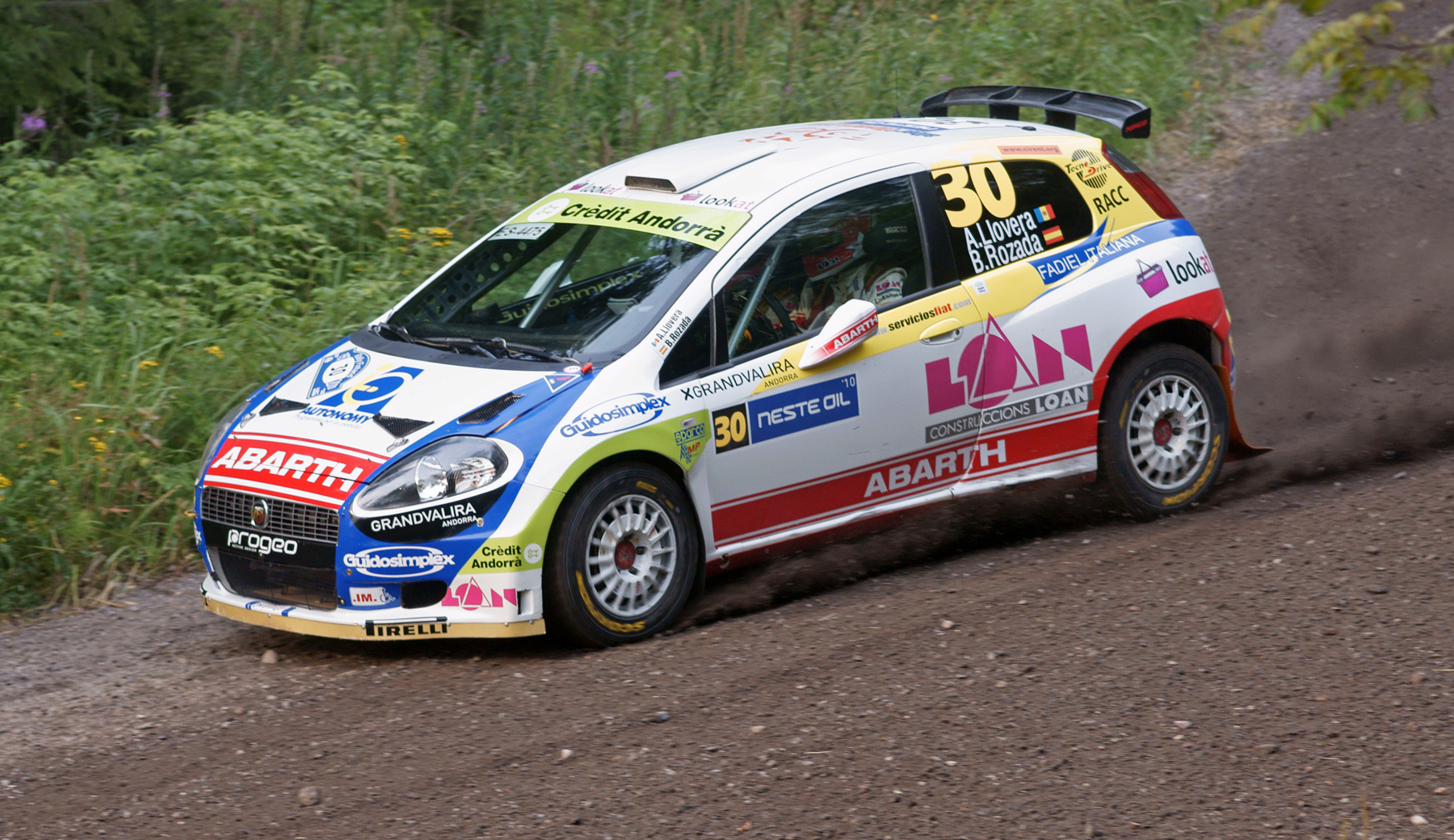
Albert Llovera durant le rallye de Finlande 2010.

| Année | Participant    | Voiture                        | 1        | 2      | 3   | 4        | 5        | 6      | 7        | 8        | 9        | 10       | 11              | 12       | 13       | 14       | 15  | 16  |
| ----- | -------------- | ------------------------------ | -------- | ------ | --- | -------- | -------- | ------ | -------- | -------- | -------- | -------- | --------------- | -------- | -------- | -------- | --- | --- |
| 2001  | Pronto Racing  | Fiat Punto S1600               | MON      | SWE    | POR | ESP Abd. | ARG      | CYP    | GRE Abd. | KEN      | FIN 79   | NZL      | ITA Abd.        | FRA 39   | AUS      | GBR Abd. |     |     |
| 2002  | Albert Llovera | Fiat Punto S1600               | MON Abd. | SWE    | FRA | ESP 33   | CYP      | ARG    | GRE Abd. | KEN      | FIN      | GER Abd. | ITA 33          | NZL      | AUS      | GBR      |     |     |
| 2005  | Albert Llovera | Mitsubishi Lancer Evo VIII     | MON      | SWE    | MEX | NZL      | ITA      | CYP    | TUR      | GRE      | ARG      | FIN 32   | GER             | GBR      | JPN      | FRA      | ESP | AUS |
| 2006  | Albert Llovera | Mitsubishi Lancer Evo VIII     | MON      | SWE    | MEX | ESP 36   | FRA      | ARG    | ITA      | GRE      | GER      | FIN 54   | JPN             | CYP      | TUR      | AUS      | NZL | GBR |
| 2008  | Albert Llovera | Fiat Abarth Grande Punto S2000 | MON      | SWE    | MEX | ARG      | JOR      | ITA    | GRE      | TUR      | FIN      | GER      | NZL             | ESP Abd. | FRA      | JPN      | GBR |     |
| 2009  | PCR Sport      | Fiat Abarth Grande Punto S2000 | IRE      | NOR    | CYP | POR      | ARG      | ITA    | GRE      | POL      | FIN      | AUS      | ESP 42          | GBR      |          |          |     |     |
| 2010  | Albert Llovera | Fiat Abarth Grande Punto S2000 | SWE      | MEX 22 | JOR | TUR      | NZL Abd. | POR 41 | BUL      | FIN Abd. | GER 35   | JPN      | FRA 47          | ESP 17   | GBR      |          |     |     |
| 2011  | Albert Llovera | Fiat Abarth Grande Punto S2000 | SWE      | MEX    | POR | JOR 17   | ITA Abd. | ARG    | GRE 24   | FIN Abd. | GER Abd. | AUS      | FRA Non partant | ESP 40   | GBR      |          |     |     |
| 2012  | PCR Sport      | Fiat Abarth Grande Punto S2000 | MON Abd. | SWE    | MEX | POR      | ARG      | GRE    | NZL      | FIN      | GER      | GBR      | FRA             | ITA      | ESP Abd. |          |     |     |

### Résultats en JWRC
| Année | Participant    | Voiture          | 1        | 2        | 3        | 4        | 5      | 6        |
| ----- | -------------- | ---------------- | -------- | -------- | -------- | -------- | ------ | -------- |
| 2001  | Pronto Racing  | Fiat Punto S1600 | ESP Abd. | GRE Abd. | FIN 7    | ITA Abd. | FRA 13 | GBR Abd. |
| 2002  | Albert Llovera | Fiat Punto S1600 | MON Abd. | ESP 12   | GRE Abd. | GER Abd. | ITA 16 | GBR      |

### Résultats en SWRC
| Année | Participant    | Voiture                        | 1   | 2     | 3        | 4        | 5        | 6        | 7     | 8        | 9     | 10  | SWRC | Points |
| ----- | -------------- | ------------------------------ | --- | ----- | -------- | -------- | -------- | -------- | ----- | -------- | ----- | --- | ---- | ------ |
| 2010  | Albert Llovera | Fiat Abarth Grande Punto S2000 | SWE | MEX 5 | JOR      | NZL Abd. | POR 10   | FIN Abd. | GER 8 | JPN      | FRA 9 | GBR | 13e  | 17     |
| 2011  | Albert Llovera | Fiat Abarth Grande Punto S2000 | MEX | JOR 4 | ITA Abd. | GRE 9    | FIN Abd. | GER Abd. | FRA   | ESP 8    |       |     | 10e  | 18     |
| 2012  | PCR Sport      | Fiat Abarth Grande Punto S2000 | MON | SWE   | POR      | NZL      | FIN      | GBR      | FRA   | ESP Abd. |       |     | -    | -      |